# Leongatha
Leongatha è una cittadina australiana situata nello Stato di Victoria, ai piedi della catena montuosa Strzelecki nel South Gippsland. Centro commerciale, religioso, scolastico e civile della regione, si trova 135 km a sudest di Melbourne. Secondo il censimento del 2006, la popolazione di Leongatha ammonta a 4 504 abitanti.
Appena a nord della città è situata l'azienda Murray Goulburn Co-operative Co. Limited, cooperativa agricola che commercia prodotti sotto l'etichetta Devondale, importantissima per il commercio nazionale ed estero del paese.

## Storia
I primi europei si stabilirono nell'area che poi sarebbe diventata Leongatha nel 1845. Il 1º ottobre del 1887 vi fu fondato l'Ufficio Postale, e nel 1891 fu dato alla cittadina il nome che ora porta, quando vi fu costruita la prima ferrovia.
La linea ferroviaria che partiva da Melbourne, la South Gippsland railway line, raggiunse Leongatha nel 1891, favorendo l'aumento demografico. Nel 1993, la società ferroviaria pendolare V/Line cessò di operare nel tratto della stazione ferroviaria di Leongatha.

## Infrastrutture e trasporti
La città è attraversata dall'Autostrada South Gippsland, che la collega a Melbourne. Quando nel 1993 è stato eliminato il servizio ferroviario passeggeri, la compagnia V/Line ha iniziato a fornire un servizio di autobus che lo rimpiazzasse lungo la linea Melbourne-Yarram. Un secondo servizio di autobus corre da Traralgon a Wonthaggi, mentre un terzo, che parte da Venus Bay e corre attraverso Tarwin Lower e Koonwarra, si collega al servizio della V/Line che parte da Leongatha.
Appena fuori dalla città è situato anche l'aeroporto di Leongatha.

## Attrazioni turistiche
- Ogni anno a settembre si tiene il Festival delle Giunchiglie.
- La South Gippsland Railway tiene delle corse di locomotive e automotrici storiche tra Nyora e Leongatha, attraversando Korumburra.
- La vecchia linea ferroviaria tra Leongatha e Foster è stata convertita in un sentiero chiamato Great Southern Rail Trail, adibito a percorso ippico, pedonale e ciclistico.

## Comunità
Nella città è stata fondata una società medievale, la Leongatha Medieval Society, che rappresenta e riporta in auge la vita del XIV secolo, soprattutto per quanto riguarda armi, armature e stili di combattimento.
Per quanto riguarda lo sport, Leongatha ha la propria squadra di football australiano, chiamata The Parrots, che gareggia nella Gippsland Football League.
Altro sport tipico è il golf, che si può praticare al Leongatha Golf Club, in Inverloch-Koonwarra Road, oppure al Woorayl Golf Club, nella Recreation Reserve.